# مدينة الغار
مدينة الغار بلدة سوريّة تتبع إداريّاً لمحافظة حلب منطقة منبج ناحية مسكنة، بلغ تعداد سكانها 1,341 نسمة حسب التعداد السكاني لعام 2004.